# كندسطبل قشتالة

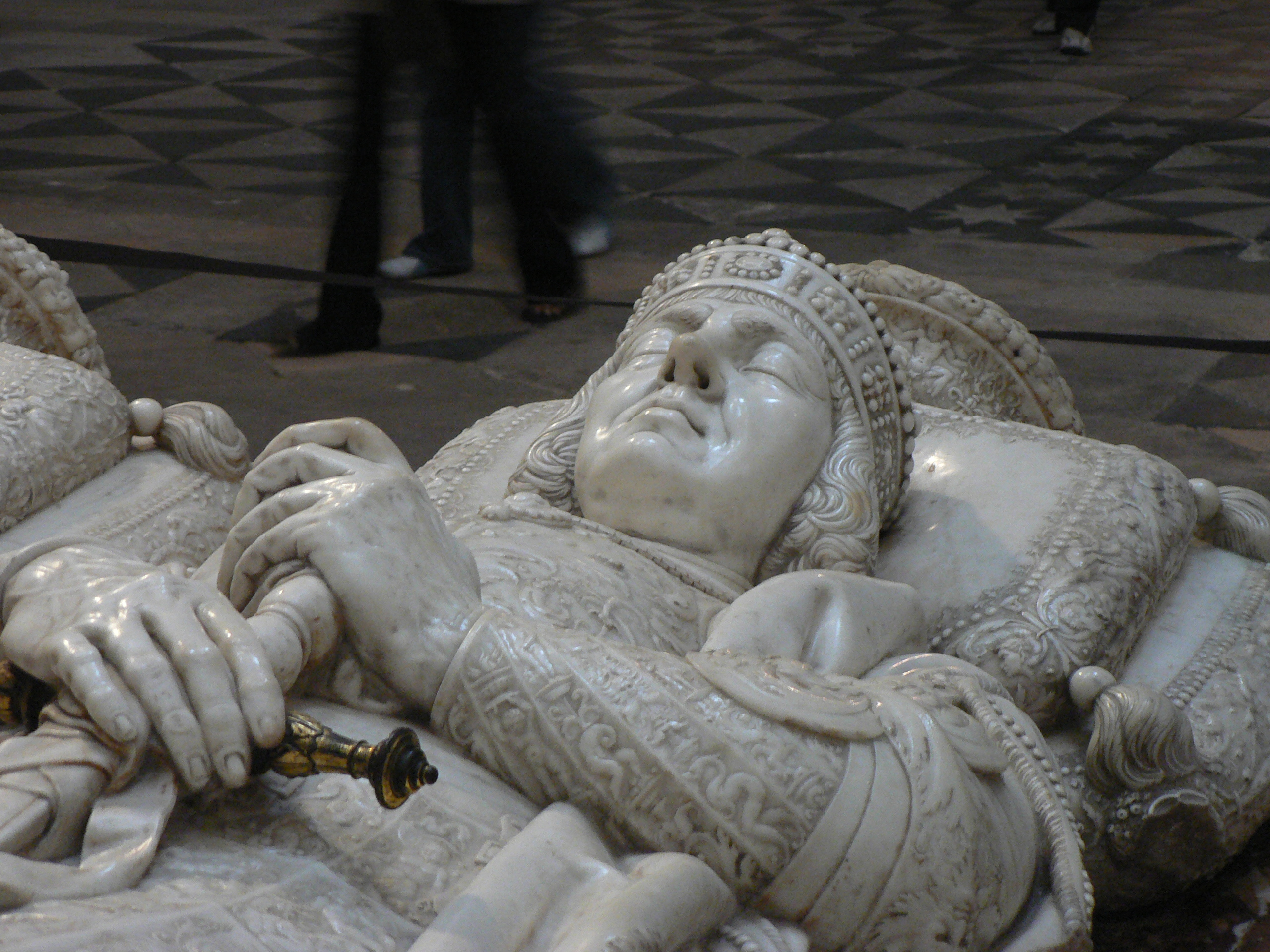
تفاصيل قبر كونستابل بيدرو فرنانديز دي فيلاسكو في كاتدرائية برغش.

كندسطبل قشتالة (بالإسبانية: Condestable de Castilla)‏؛ هو منصب أنشأه خوان الأول ملك قشتالة عام 1382، ليحل محل لقب فارس الراية، وكان كندسطبل هو الشخص الثاني في السلطة في المملكة بعد الملك، وكانت مسؤوليته هي قيادة الجيش في غياب الحاكم.
وفي عام 1473، جعله هنري الرابع ملك قشتالة لقبًا وراثيًا لعائلة فيلاسكو ودوقات فرياس. وبعد هذه التغييرات، لم يعد الاسم يحمل أي دلالات عسكرية أو إدارية، وكان مجرد لقب شرفي حتى إلغاؤه في 1713 مع نهاية حرب الخلافة الإسبانية.

## حملة اللقب
1. ألفونسو الأول دوق غانديا [الإنجليزية]: 1382 - 1391.
2. بيدرو إنريكي دي تراستامارا، ابن فادريكي ألفونسو القشتالي: 1393 - 1400.
3. روي لوبيز دافالوس [الإنجليزية]: 1400 - 1423.
4. ألفارو دي لونا: 1423 - 1453.
5. ميغيل لوكاس دي إيرانثو: 1453- 1473.
6. بيدرو فرنانديز دي فيلاسكو [الإنجليزية]:[2] 1473- 1492، أصبح اللقب جزءاً من ألقاب الوراثية لأسرته.